# 沢田佐助

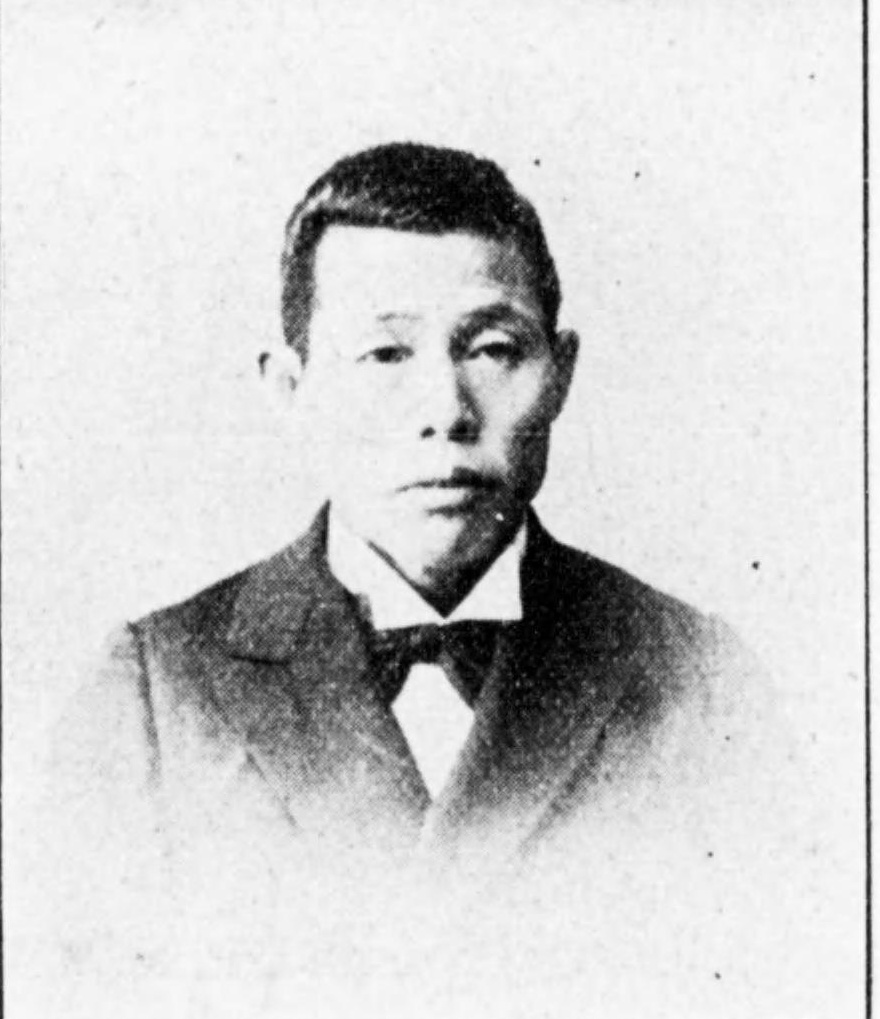
沢田佐助

沢田 佐助（澤田、さわだ さすけ、1855年12月26日（安政2年11月18日）- 1911年（明治44年）7月3日）は、明治期の実業家・政治家。衆議院議員。

## 経歴
摂津国大阪、のちの大阪府大阪市南区三津寺町（現中央区）で、酒造業・沢田長右衛門の息子として生まれる。漢学を修めた。
家業を継承して事業を拡大し、全国、中国、台湾との取引を行う。大阪酒類商組合総取締、同組合会議員、大阪清酒品評会審査員、大阪商業会議所議員、所得税調査委員、第5回内国勧業博覧会評議員などを務めた。
大阪市南区で予選会と呼ばれる政治団体が支配的な地位を占めていることに反発し、その対抗勢力としてのちに南区公民会と称される政治団体を結成して会頭に就任。1891年（明治24年）南区会議員、1899年（明治32年）大阪府会議員に選出された。
1902年（明治35年）8月の第7回衆議院議員総選挙で大阪府大阪市から立憲政友会所属で出馬して初当選。その後、第10回総選挙まで再選され、衆議院議員に連続4期在任した。この間、政友会協議員などを務めた。議員在任中の1911年7月、肺病により死去した。

## 国政選挙歴
- 第7回衆議院議員総選挙（大阪府大阪市、1902年8月、立憲政友会）当選[8]
- 第8回衆議院議員総選挙（大阪府大阪市、1903年3月、立憲政友会）当選[8]
- 第9回衆議院議員総選挙（大阪府大阪市、1904年3月、庚申倶楽部）当選[8]
- 第10回衆議院議員総選挙（大阪府大阪市、1908年5月、立憲政友会）当選[10]